# Glasgow Hawks
Der Glasgow Hawks Rugby Football Club ist ein Rugby-Union-Verein, der in der Scottish Premiership spielt. Die Heimspiele werden im Old Anniesland in Glasgow ausgetragen.
Der Verein entstand 1997 als die ersten Mannschaften der Glasgow Academicals und des Glasgow High Kelvinside RFC zusammengelegt wurden. Er stieg in seiner ersten Saison von der zweiten in die erste Liga auf. Im Jahr 2000 erreichte man das Pokalfinale, war dort aber Boroughmuir unterlegen. Zwei Jahre später verloren die Hawks erneut das Finale um den Pokal. Im Jahr 2004 wurde man erstmals Meister und gleichzeitig auch Pokalsieger. Der Meistertitel konnte zweimal verteidigt werden.

## Bekannte ehemalige Spieler
| - Mike Beckham (Cookinseln) - Max Evans - Thom Evans - Tommy Hayes (Cookinseln) - Andy Henderson - Ruaridh Jackson - Rory Kerr - Rory Lamont | - Glenn Metcalfe - Gordon McIlwham - Graeme Morrison - Euan Murray - Tom Philip - Derek Stark - Fergus Thomson - Gavin Walsh (Irland) |